# Prince Creek
Der Prince Creek ist eine Bucht an der Westseite von Bird Island vor dem westlichen Ende von Südgeorgien. Sie liegt nördlich des Pio Point.
Das UK Antarctic Place-Names Committee benannte sie 1977 nach  Peter Alexander Prince (1948–1998) der an Untersuchungen des British Antarctic Survey zu den Pelzrobbenbeständen auf Bird Island zwischen 1971 und 1974 beteiligt war und diese dann von 1975 bis 1976 geleitet hatte.